# Recopa Catarinense 2022
In 2022 werd de vierde Recopa Catarinense tussen de kampioen van de staatscompetitie en de Copa Santa Catarina gespeeld. De competitie werd georganiseerd door de FCF. Figueirense werd de winnaar.  

## Deelnemers
| Club        | Stad          | Gekwalificeerd als                   | Deelnames |
| ----------- | ------------- | ------------------------------------ | --------- |
| Avaí        | Florianópolis | Kampioen Campeonato Catarinense 2021 | 2de       |
| Figueirense | Florianópolis | Kampioen Copa Santa Catarina 2021    | 2de       |

## Recopa
|                       |                     |       |                                    |                                                                                           |
| 19 januari 2022 19:30 | Avaí                | 1 – 2 | Figueirense                        | Ressacada, Florianópolis Toeschouwers: 10.937 Scheidsrechter: Luiz Augusto Silveira Tisne |
| 19 januari 2022 19:30 | Matheus Ribeiro 30' |       | 44' Gustavo Índio 52', 54' Oberdan | Ressacada, Florianópolis Toeschouwers: 10.937 Scheidsrechter: Luiz Augusto Silveira Tisne |

| Avaí | Figueirense |

| Recopa Catarinense de 2022      |
| Florianópolis                   |
| ------------------------------- |
| Figueirense Kampioen (2° titel) |